# Dubbelväv

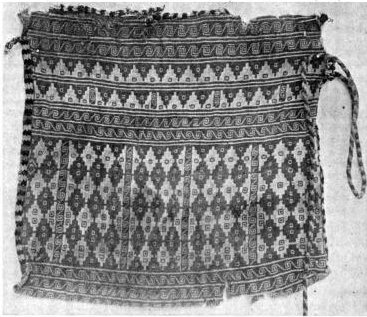
Bärpåse i dubbelväv från Peru.

Dubbelväv, även Bindetrådsväv, är en typ av mönsterväv, bestående av dubbla tyglager där garn från de olikfärgade skikten korsar varandra vid vissa ställen så att ett mönster bildas.
Baksidan kan därigenom bli alldeles olik framsidan med detta vävsätt. Baksidan kan vara av enklare slag. En förstärkningsvarp, som inte behöver binda inslaget, kan ligga mitt emellan de båda varpsystemen, så som är vanligt i de tyska medeltida Regensburgvävnaderna. Dubbelvävnad brukas vid fabriksvävnad bland annat i piké, i många slags kapp- och rocktyger, plädvävnader och andra tjocka yllevävnader. Dubbelväv har även förekommit vid flera slags mattvävnad och liknande i handvävstol.
En särskild grupp dubbelvävar är kända från svensk medeltid och har anträffats i kyrkor. Dessa dubbelvävar är två- eller flerfärgade, mönstren i det närmaste lika på båda sidorna men färgerna alternera. Vävnaderna har betraktats som svenska men kan möjligen stamma från Italien. Mönstren är alltid förenklingar av italienska praktvävnader och utgör mestadels symmetriskt anordnade små träd med parställda fåglar.
En annan fristående grupp bilder de så kallade finnvävnaderna.
Redan under den tidiga medeltiden introducerade den katolska kyrkan dubbelväven i Finland. Den äldsta dokumenterade väven härrör sig från 1500-talet. På grund av den långsamma och avancerade tekniken för mönsterkomposition och vävning spred den sig inte till allmogen nämnvärt.

## Historia
Vävtekniken är känd sedan medeltiden och har använts i Peru, Iran och mellanamerika. 

## Finnväv
Finnväven är en mönstrad, vanligen tvåfärgad dubbelväv som endast hänger ihop där mönstret betingar färgombyte. Baksidan är därför ett slags negativ av framsidan. Väven vävs i fyrskaft, 2 för varje vävskikt. Bindingen är i varje skikt regelbunden tuskaft. Vanligen är både varp och inslag i ylle.
Förutom i Skandinavien förekommer denna variant av dubbelväv även i Finland, Baltikum och Polen.
Finnväv har lång tradition i Sverige och har bland annat använts i en av Överhogsdalsbonaderna från Härjedalen från någon gång mellan år 1040 och år 1170. Andra medeltida exempel är Kyrkåstapeten, listen från Revsund, samt flera norska vävnader. En lite senare finnväv är Grödingebonaden. Under Vasatiden var den den vanligaste och typiska konstvävnaden i Sverige.
Namnet finnväv finns dokumenterat först under 1500-talet. Finnväv har senare utövats av allmogen i Bohuslän, norra Halland, Härjedalen och Jämtland. Medeltida finnvävar hämtar sina mönster från inhemskt nordisk samt äldre orientalisk motivkrets, men bygger senare främst på renässansmotiv. Genom de Ekenmarkska mönsterböckerna spreds kunskapen om en slags mönstersolvad finnväv, som fick stor popularitet.
I modern tid har termen bohusväv använts om finnvävar inspirerade av allmogevävnader från Bohuslän.